# Saulius Mikoliūnas
Saulius Mikoliūnas (* 2. Mai 1984 in Vilnius) ist ein ehemaliger litauischer Fußballspieler. Er spielte von 2016 bis 2023 beim FK Žalgiris Vilnius und ist mit 101 Länderspielen Rekordnationalspieler seines Landes.

## Karriere

### Vereine

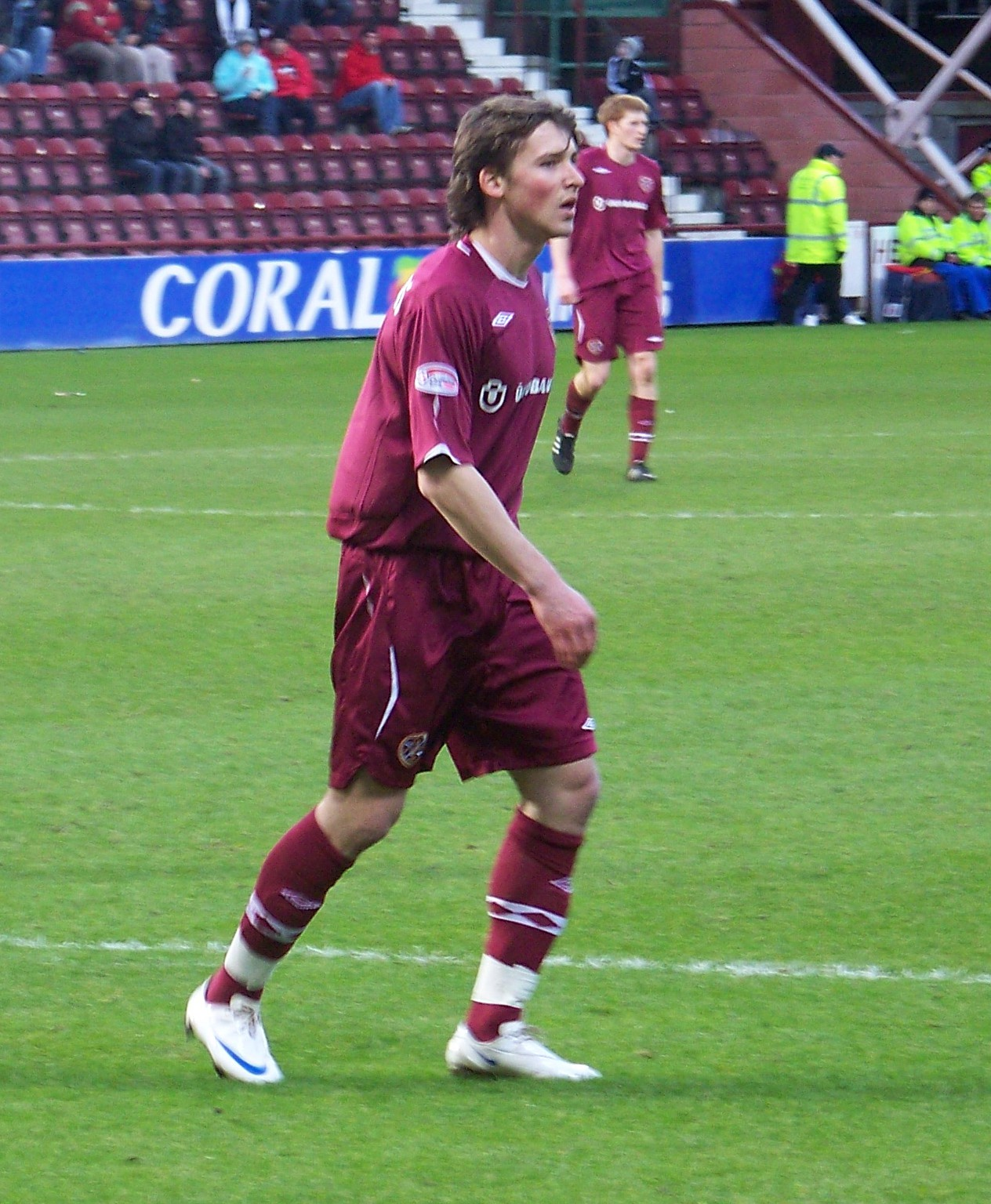
Mikoliūnas im Trikot von Heart of Midlothian (2009)

Mikoliūnas begann seine Karriere 2002 beim FC Vilnius, der zum damaligen Zeitpunkt noch FK Sviesa Vilnius hieß. Im Jahr 2003 spielte er das erste Mal in der höchsten litauischen Spielklasse und beendete die Saison mit seinem Verein auf dem siebten Tabellenplatz. 2004 unterschrieb er einen Vertrag beim FBK Kaunas, wo er in seiner ersten Saison Meister, Pokalsieger und Supercupsieger wurde.
Im Januar 2005 wechselte Mikoliūnas per Leihe zu Heart of Midlothian nach Schottland. Am Ende der Scottish Premier League 2005/06 erreichte er mit dem Verein die Vizemeisterschaft und wurde schottischer Pokalsieger. In der Saison 2006/07 spielte der Verein in der Champions-League-Qualifikation. Dabei kam der Mikoliūnas gegen NK Široki Brijeg und AEK Athen zu vier Einsätzen, jedoch schied die Mannschaft trotz eines Tores des Litauers gegen die Athener aus. Am Saisonende der Scottish Premier League 2006/07 konnte der vierte Platz in der Meisterschaft erreicht werden, in der Spielzeit 2007/08 reichte es nur für den achten Platz. Im April 2009 sollte das bereits über vier Jahre währende Leihgeschäft bei den Hearts erneut verlängert werden, Mikoliūnas konnte mit dem Verein jedoch keine Einigung über einen neuen Vertrag erzielen. Am 28. April wurde daher der noch bis Saisonende laufende Vertrag aufgelöst und Mikoliūnas kehrte Schottland den Rücken.
Nachdem sich ein Wechsel zu Swansea City zerschlagen hatte, ging Mikoliūnas zum Start der Saison 2009/10 in die Ukraine und unterschrieb beim Hauptstadtklub Arsenal Kiew einen Dreijahresvertrag. In seiner Debütsaison wurde der offensive Mittelfeldspieler mit seinem Verein Siebter in der Meisterschaft, die Folgesaison wurde auf Platz neun beendet. Im Januar 2013 wechselte Mikoliūnas zu PFK Sewastopol in die Perscha Liha, die zweithöchste ukrainische Spielklasse. Am Saisonende 2013/14 konnte er mit dem Verein den Aufstieg in die erste Liga feiern. Im August 2014 schloss er sich dem in der belarussischen Wyschejschaja Liha spielenden Verein FK Schachzjor Salihorsk an.
Zur Saison 2016 wechselte Mikoliūnas wieder zurück in seine Heimatstadt Vilnius zum FK Žalgiris in die A lyga.
Im Alter von 39 Jahren kündigte Mikoliūnas im Oktober 2023 sein Karriereende an. Sein letztes Spiel absolvierte er am 12. November 2023, dem letzten Spieltag der A-Lyga-Saison 2023. Wettbewerbsübergreifend absolvierte er 221 Spiele für Žalgiris und gewann mit dem Klub vier Meistertitel sowie fünfmal den litauischen Pokal.

### Nationalmannschaft
Mikoliūnas spielte zwischen 2003 und 2006 siebenmal für die litauische U21-Auswahl.
Sein Debüt für die litauische A-Nationalmannschaft gab er am 5. Juni 2004 bei einer 1:4-Niederlage im Freundschaftsspiel gegen Portugal. Sein erstes Tor im Nationaltrikot erzielte er fast zwei Jahre später, am 2. Juni 2006, als er im Rahmen der Qualifikation für die EM 2008 das Siegtor beim 1:0-Erfolg gegen Georgien schoss.
Am 4. September 2020 absolvierte Mikoliūnas gegen Kasachstan sein 85. Länderspiel für Litauen. Damit überholte er den bisherigen Rekordnationalspieler Andrius Skerla und wurde zum alleinigen Rekordspieler seines Heimatlandes. Am 25. September 2022 wurde er beim Nations-League-Spiel gegen Luxemburg in der 77. Minute eingewechselt und wurde somit zum ersten Spieler in der Geschichte des litauischen Fußballs, der einhundert Länderspiele absolvierte.

## Erfolge
Litauen
- Litauischer Meister (5): 2004, 2016, 2020, 2021, 2022
- Litauischer Pokalsieger (6): 2004, 2016 (2×), 2018, 2021, 2022
- Litauischer Supercup-Sieger (5): 2004, 2016, 2017, 2020, 2023

Schottland
- Schottischer Pokalsieger (1): 2006